# Dumas Guette
Dumas Guette (25 december 1952) is een voormalig profvoetballer uit Colombia, die gedurende zijn carrière als verdediger onder meer speelde voor Deportivo Cali. Hij nam met het Colombiaans voetbalelftal deel aan de Olympische Spelen van 1972 in München, waar de Zuid-Amerikaanse ploeg in de voorronde werd uitgeschakeld na nederlagen tegen Polen (5-1) en Oost-Duitsland (6-1), en een overwinning op Ghana (3-1).